# Vzpoura v Judenburgu

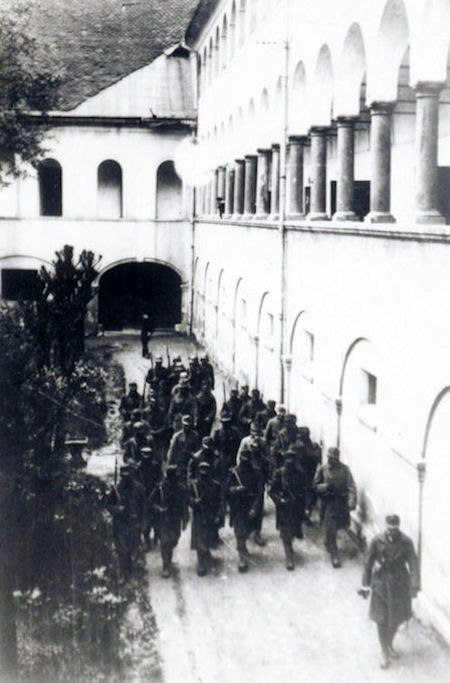
Odsouzení vojáci vedeni na popravu dne 16. května 1918.

Vzpoura v Judenburgu v Rakousku se odehrála v květnu 1918, v závěrečných měsících první světové války. Incident se odehrál v období četných dezercí a projevů nespokojenosti vojska. Účastnili se ho vojáci především slovinské národnosti, kteří odmítli bojovat na italské frontě na Soči. Povstání bylo násilně zastaveno, klíčové osobnosti a jeho vůdci zatčeni, souzeni polním soudem a následně zastřeleni.

## Průběh povstání
Povstání vypuklo dne 12. května a zapojila se do něj vojenská jednotka známá pod přezdívkou Krajinski Janezi o počtu cca 1300 vojáků. Důvodem nespokojenosti byl rozkaz nastoupit na italskou frontu. O týden předtím měli vojáci dostat během tradičního Týdne císaře Karla I. lepší dávku přídělů potravin, nicméně to se neuskutečnilo vzhledem k široce rozšířenému hladu, který zasahoval už i do rakousko-uherského vojska. Morálka byla slabá. Vojáci, kteří v minulosti bojovali na východní frontě s Ruskem a byli znovu povoláni do války tentokrát s Itálií, se rozhodli odmítnout odcestovat z Judenburgu na frontu. Naopak požadovali demobilizaci, uzavření míru a spravedlivější národnostní podmínky pro Slovince v rámci monarchie. Ve večerních hodinách vojáci vtrhli do skladu potravin, který se rozhodli vyrabovat, poté se rozešli po městě se zbraněmi. Podařilo se jim obsadit řadu objektů; kasárny, několik významnějších budov a železniční stanici. Mnozí z nich se potom rozutekli z Judenburgu pryč domů.
K menší vzpouře došlo také o několik dní později v několik kilometrů západně vzdáleném městě Murau a v Bad Radkersburgu.
Řada vzbouřenců byla nicméně zatčena bezpečnostními složkami, včetně vůdců povstání (Anton Hafner, Alojzij Rogelj, Alojz Štefanič, Karel Možina a Joso Dautović). Všichni byli odsouzeni k trestu smrti zastřelením. Poprava byla vykonána dne 16. května. Ostatní účastníci vzpoury, které se podařilo pochytat (policejní a vojenské akce probíhaly až do konce května), dostali tresty odnětí svobody.

## Odkaz
V roce 1923 byly ostatky zastřelených vojáků exhumovány a přeneseny do Lublaně. V roce 1939 byl podle projektu architekta Edvarda Ravnika realizován památník s ostatky vojáků.
O celé události napsal slovinský spisovatel Prežihov Voranc v románu Doberdob.